# Provincia de Bạc Liêu
Bạc Liêu (en vietnamita: Bạc Liêu) fue una de las provincias que conformaban la organización territorial de la República Socialista de Vietnam. Existió desde 1997 hasta su fusión con la provincia de Cà Mau en 2025.

## Geografía
Bạc Liêu se localiza en la región del Delta del Río Mekong (Đồng bằng sông Cửu Long). La provincia mencionada posee una extensión de territorio que abarca una superficie de 2.525,7 kilómetros cuadrados.

## Demografía
La población de esta división administrativa es de 797.700 personas (según las cifras del censo realizado en el año 2005). Estos datos arrojan que la densidad poblacional de esta provincia es de 315,83 habitantes por cada kilómetro cuadrado.

## Economía
Los pilares de la economía de esta provincia vietnamita son el cultivo extensivo de arroz, la pesca, el procesamiento de alimentos, y la producción de textiles.